# Stop1984
Stop1984 (auch STOP1984) war eine 2001 gegründete Bürgerinitiative deutscher Internet-User, die sich für Datenschutz und Bürgerrechte einsetzte und gegen Überwachungsmaßnahmen und Zensur wendete. Die Gründung des losen Zusammenschlusses ging aus Teilen der Community des Heise-Webforums im Anschluss an damalige Diskussionen um die Telekommunikations-Überwachungsverordnung (TKÜV) hervor. Pressesprecherin von Stop1984 war Bettina Winsemann. Anfang 2008 löste sich die Initiative auf. Als Gründe wurden genannt: einerseits Personalmangel, andererseits seien die politischen Ziele entweder (1) schon erreicht, (2) seien über die Mitarbeit in anderen Organisationen besser zu erreichen, oder (3) seien mit den gewählten Mitteln nicht erreichbar. Die Inhalte der Website sind seit Juli 2008 nach einem Festplattenschaden nicht mehr online. Inzwischen sind die Internet-Domains stop1984.de / stop1984.com bei einer Firma geparkt, die zu der Bürgerinitiative ansonsten in keiner Verbindung steht.
Der Name der Gruppe bezieht sich auf den Roman 1984 von George Orwell, der einen totalitären Überwachungs- und Präventionsstaat beschreibt.

## Ziele
Die Initiative Stop1984 kritisierte – ähnlich wie z. B. die ACLU, der Chaos Computer Club, FITUG, FoeBuD und Privacy International – zunehmende Tendenzen von Überwachung im Internet, mangelnden Datenschutz und wollte nach eigenen Angaben Bewusstsein wecken für:
- den Wert der eigenen Privatsphäre
- den Wert der eigenen Daten
- die Gefahren des Missbrauchs von Daten
- die Folgen des Verlustes der Privatsphäre
- die politischen, sozialen und persönlichen Folgen einer zunehmenden Überwachung
- die Gefahren des politischen Desinteresses

Politische Ziele waren:
- Publikation auch bisher nicht veröffentlichter Zahlen über die Erfolge und Misserfolge von Überwachung
- Wirksame Festschreibung von Datenschutz und dem Recht auf informationelle Selbstbestimmung im Grundgesetz und in EU-Verfassung/EU-Recht.

Außerdem war die Organisation Mitunterzeichner der gemeinsamen Erklärung des AK Vorrat zum Gesetzesentwurf über die Vorratsdatenspeicherung.

## Öffentlichkeitsarbeit
Stop1984 betätigte sich im Rahmen der Öffentlichkeitsarbeit thematisch u. a. zu TCPA bzw. TCG, RFID, Softwarepatenten, Urheberrecht und Vorratsdatenspeicherung. Das Magazin Lasst mich in Ruhe wurde erstmals 2004 veröffentlicht.
Eine satirische Story über den deutschen Staat von Bettina Winsemann (Twister) mit dem Titel „Henry läuft“ wurde ebenfalls von Stop1984 publiziert. Darüber hinaus gehörte die Gruppe zu den Unterzeichnern einer von Privacy International initiierten Stellungnahme.
Außerdem verschickte Stop1984 per Newsletter täglich eine Zusammenfassung der Nachrichten des Tages zu den Themen Datenschutz, Privatsphäre, Pressefreiheit usw. und führte weitere Aktionen durch.

## Unterstützer
Als prominente Unterstützer wurden neben der Deutschen Vereinigung für Datenschutz folgende Einzelpersonen genannt: Werner Koch, Autor der GPG, der Schriftsteller Jacob Levich aus New York, Richard Stallman, Brad Templeton von der EFF und der Journalist Wolf-Dieter Roth.